# Jiangjin
Jiangjin (kinesiska: 江津区, 江津), tidigare stavat Kiangtsing, är ett yttre stadsdistrikt i storstadsområdet Chongqing i sydvästra Kina. 
Orten har anor tillbaka till 300-talet f.Kr. och fick sitt nuvarande namn 598. Under Ming- och Qingdynastierna var Jiangjin ett härad som löd under Chongqings prefektur i Sichuan-provinsen. Orten överfördes till Chongqing när denna ombildades till en stad på provinsnivå 1997. 2006 ombildades Jiangjin till ett yttre stadsdistrikt i Chongqings storstadsområde.

## Administrativ indelning
Distriktet är indelat i fem stadsdelsdistrikt och 25 köpingar. 
Stadsdelsdistrikt (jiedao):

- Degan (德感街道)
- Dingshan (鼎山街道)
- Jijiang (几江街道)
- Shengquan (圣泉街道)
- Shuangfu (双福街道)

Köpingar (zhen):

- Bailin (柏林镇)
- Baisha (白沙镇)
- Caijia (蔡家镇)
- Ciyun (慈云镇)
- Dushi (杜市镇)
- Guangxing (广兴镇)
- Jiaping (嘉平镇)
- Jiasi (贾嗣镇)
- Lishi (李市镇)
- Longhua (龙华镇)
- Luohuang (珞璜镇)
- Shima (石蟆镇)
- Shimen (石门镇)
- Simianshan (四面山镇)
- Siping (四屏镇)
- Tanghe (塘河镇)
- Wutan (吴滩镇)
- Xiaba (夏坝镇)
- Xianfeng (先锋镇)
- Xihu (西湖镇)
- Yongxing (永兴镇)
- Youxi (油溪镇)
- Zhiping (支坪镇)
- Zhongshan (中山镇)
- Zhuyang (朱杨镇)